# リップ・イット・アップ
「リップ・イット・アップ」（Rip It Up）は、リトル・リチャードが1956年に発表した楽曲。今日まで多くのアーティストにカバーされている。

## 概要
作詞作曲はロバート・"バンプス"・ブラックウェルとジョン・マラスカルコ。1956年6月、シングルA面曲として発売された。B面は「レディ・テディ」。
ビルボード・Hot 100では17位を記録、ビルボード・R&Bチャートでは1位を記録した。

## 演奏メンバー
- リトル・リチャード - ボーカル、ピアノ
- リー・アレン - テナー・サックス
- アルヴィン・タイラー - バリトン・サックス
- エドガー・ブランチャード（英語版） - ギター
- アーネスト・マクリーン（英語版） - ギター
- フランク・フィールズ（英語版） - ベース
- アール・パーマー - ドラムス[2]

## 主なカバー・バージョン
- ビル・ヘイリー&ヒズ・コメッツ - 1956年のシングル。全英シングルチャートで4位を記録した。
- エルヴィス・プレスリー - 1956年のアルバム『エルヴィス』に収録。エルヴィス版の邦題は「陽気に行こうぜ」。「レディ・テディ」も同時にカバーされている。
- エヴァリー・ブラザーズ - 1958年のアルバム『The Everly Brothers』に収録。
- バディ・ホリー - 1964年の編集アルバム『Showcase』に収録の他、2009年の編集アルバム『Down the Line: Rarities』に収録。
- チャック・ベリー - 1961年のアルバム『ニュー・ジューク・ボックス・ヒッツ』に収録。
- トルネイドース - 1963年のアルバム『Away From It All 』に収録[4]。
- ジェリー&ザ・ペースメイカーズ - 1965年2月米国発売のアルバム『I'll Be There!』に収録[5]。
- ビートルズ - 1969年のゲット・バック・セッションで録音された。1996年10月発売の『ザ・ビートルズ・アンソロジー3』に「シェイク・ラトル・アンド・ロール」「ブルー・スエード・シューズ」とのメドレーで収録される。
- ジョン・レノン - 1975年のアルバム『ロックン・ロール』に収録。「レディ・テディ」とのメドレー。
- ブライアン・セッツァー - 1993年のライブ・アルバム『ロッキン・バイ・マイセルフ』に収録。
- ハンソン - 2004年のライブDVD『Underneath Acoustic Live』に収録。
- クリフ・リチャード - 2013年のアルバム『The Fabulous Rock 'n' Roll Songbook』に収録。
- 大滝詠一 - 2016年のコンピレーション・アルバム『DEBUT AGAIN』（初回生産限定版）に収録。「恋にしびれて」とのメドレー。